# Careful, He Might Hear You
Pour plus de détails, voir Fiche technique et Distribution.
Careful, He Might Hear You est un film australien réalisé par Carl Schultz, sorti en 1983.

## Synopsis
Un orphelin surnommé P.S. (comme « Post-scriptum », ainsi que disait sa mère avant de mourir) est élevé par sa tante et son oncle qui vivent modestement. Il est heureux jusqu'au jour où sa riche tante Vanessa revient d'Angleterre et essaye de compléter son éducation. Cependant son père lui rend une brève visite, et l'incite à se révolter.

## Fiche technique
- Titre : Careful, He Might Hear You
- Réalisation : Carl Schultz
- Scénario : Michael Jenkins d'après le roman de Sumner Locke Elliott
- Photographie : John Seale
- Montage : Richard Francis-Bruce
- Pays d'origine : Australie
- Format : Couleurs - 2,35:1 - Dolby
- Genre : drame
- Date de sortie : 1983

## Distribution
- Wendy Hughes : Vanessa
- Robyn Nevin : Lila
- Nicholas Gledhill : PS
- John Hargreaves : Logan
- Geraldine Turner : Vere